# الجبر
الجبر یک منطقهٔ مسکونی در قطر است که در شهرداری دوحه واقع شده‌است.